# Ferriol de Grenoble
Ferriol de Grenoble (Grenoble, començament del s. VII - ca. 659 o 670) fou el tretzè bisbe de Grenoble. Mort màrtir, és venerat com a sant per l'Església catòlica. Ferreolus (d'on deriven Ferriolus i les formes vernacles Fergeol, Ferjeuil, Fergeolus, Ferjoux i Ferjus) era de família patrícia gal·loromana, de l'aristocràcia senatorial de la Viennesa i la Narbonesa. Una tradició apòcrifa i poc versemblant afirma que Carlemany procedia de la mateixa nissaga. Fou bisbe de Grationopolis, actual Grenoble entre 654 i 659. El dia que morí estava predicant als seus fidels a la falda del mont Esson, avui Mont Rachais, prop de la ciutat. Un grup de malfactors a les ordres d'Ebroí va mesclar-se amb la multitud i un d'ells atacà el bisbe, colpejant-lo al cap amb l'espasa i matant-lo. Després, llençaren el cos a un forn de pa encès. El bisbe fou tingut per màrtir i venerat com a sant, fent-se'n la festa el 12 de gener. El culte fou confirmat oficialment en 1907.